# Unruhen in Peru 2020

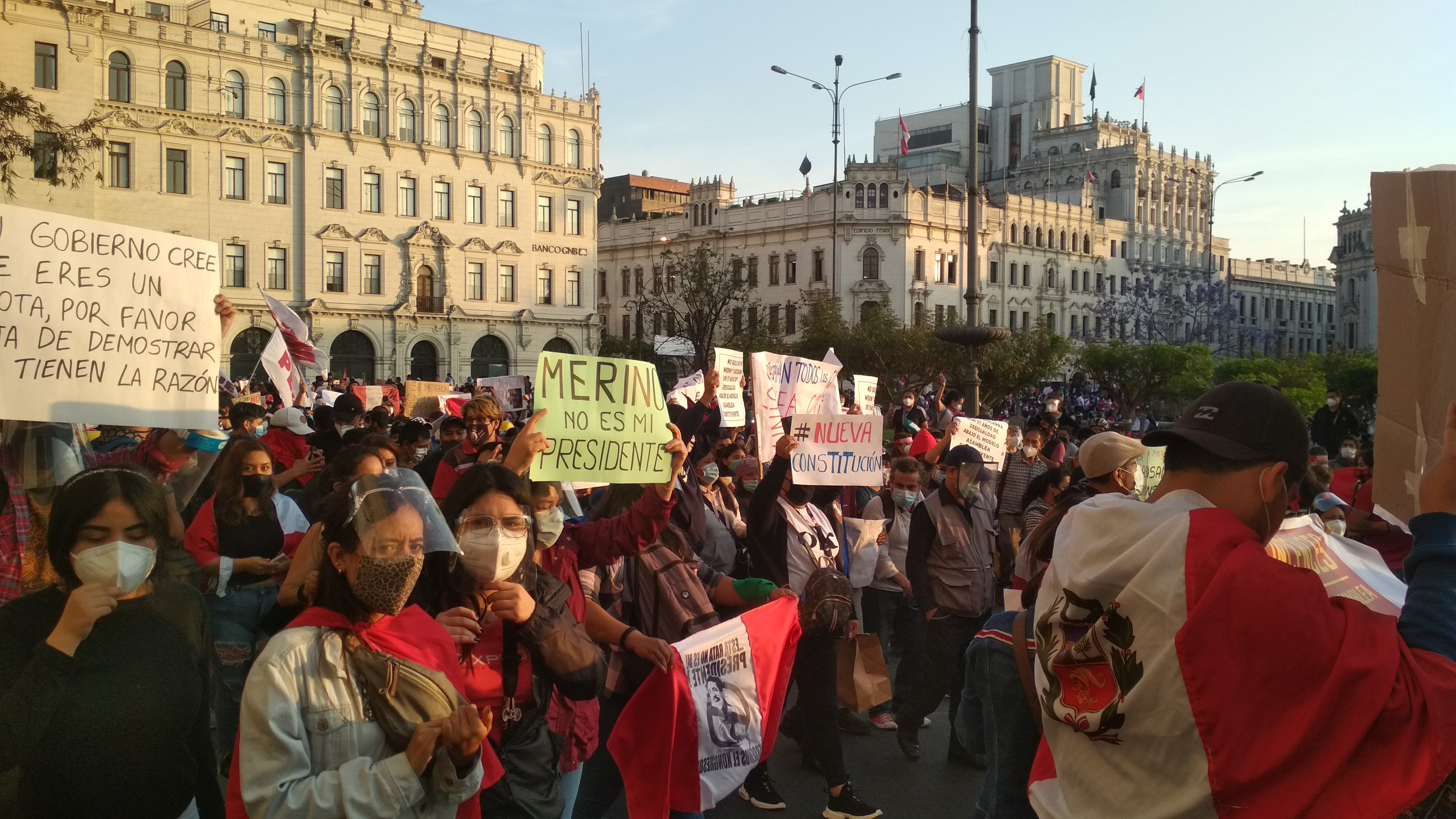
Proteste in Lima

Die Unruhen in Peru 2020 sind eine Reihe von Demonstrationen, die nach der Absetzung von Präsident Martín Vizcarra am 9. November 2020 ausgelöst wurden.
Die umstrittene Entfernung von Vizcarra wurde von vielen Peruanern, politischen Analysten und Medien im Land als Staatsstreich eingeordnet. In mehreren Städten des Landes wurden massive Demonstrationen registriert, bei denen gegen diesen Vorgang und die darauffolgende Amtseinführung des Interimspräsidenten Manuel Merino, bisher Vorsitzender des Kongresses, protestiert wurde. Nach seinem Amtsantritt bildete Merino mit Unterstützung der Admiralität der peruanischen Marine eine rechtsgerichtete Regierung.
Die Proteste wurden als die größten Demonstrationen in Peru in den letzten zwei Jahrzehnten beschrieben und werden von Gruppen junger Peruaner in den sozialen Medien organisiert. Die unverhältnismäßige Reaktion der Behörden wurde von verschiedenen Menschenrechtsorganisationen verurteilt, darunter die Interamerikanische Menschenrechtskommission (IACHR) und Amnesty International.
Nach Berichten, dass einige Demonstranten am 14. November durch Polizeischüsse getötet wurden, trat die Mehrheit der Minister der Regierung von Merino von ihrem Amt zurück. Merino selbst folgte ihnen am folgenden Tag. Er war insgesamt fünf Tage lang Präsident.